# Brian White
Brian Cabell White é um matemático estadunidense, especialista em geometria diferencial e teoria geométrica da medida. É professor da Universidade Stanford. Teve participação fundamental na solução da conjectura da bolha dupla.
White obteve o grau de bacharel na Universidade Yale em 1977. Obteve um Ph.D. na Universidade de Princeton em 1982, com uma tese sobre superfícies mínimas, orientado por Frederick Almgren. Após pesquisas de pós-doutorado no Instituto Courant de Ciências Matemáticas da Universidade de Nova Iorque, foi membro da faculdade em Stanford em 1983.
Recebeu uma Sloan Research Fellowship em 1985, e uma bolsa Guggenheim em 1999. Foi palestrante convidado do Congresso Internacional de Matemáticos em Pequim (2002: Evolution of curves and surfaces by mean curvature). Em 2012 foi um dos fellows inaugurais da American Mathematical Society.